# 达雷尔·布朗 (篮球运动员)
达雷尔·H·布朗（英語：Darrell H. Brown，1923年3月14日—1990年10月7日），美国NBA联盟前职业篮球运动员。